# Kossinow
Kosinow (russisch Косинов) ist ein Dorf (chutor) in Südrussland. Es gehört zur Republik Adygeja und hat 308 Einwohner (Stand 2019). Im Ort gibt es 2 Straßen.

## Geographie
Das Dorf liegt im Norden des Stadtkreis Maikop, 14 km nördlich von Maikop und 22 km südöstlich von Beloretschensk. Kelermesskaja, Kalinin, Podgorny, Chanskaja, Wostotschny, Gruschowy sind die nächsten Siedlungen.